# هورست بوخهولتس

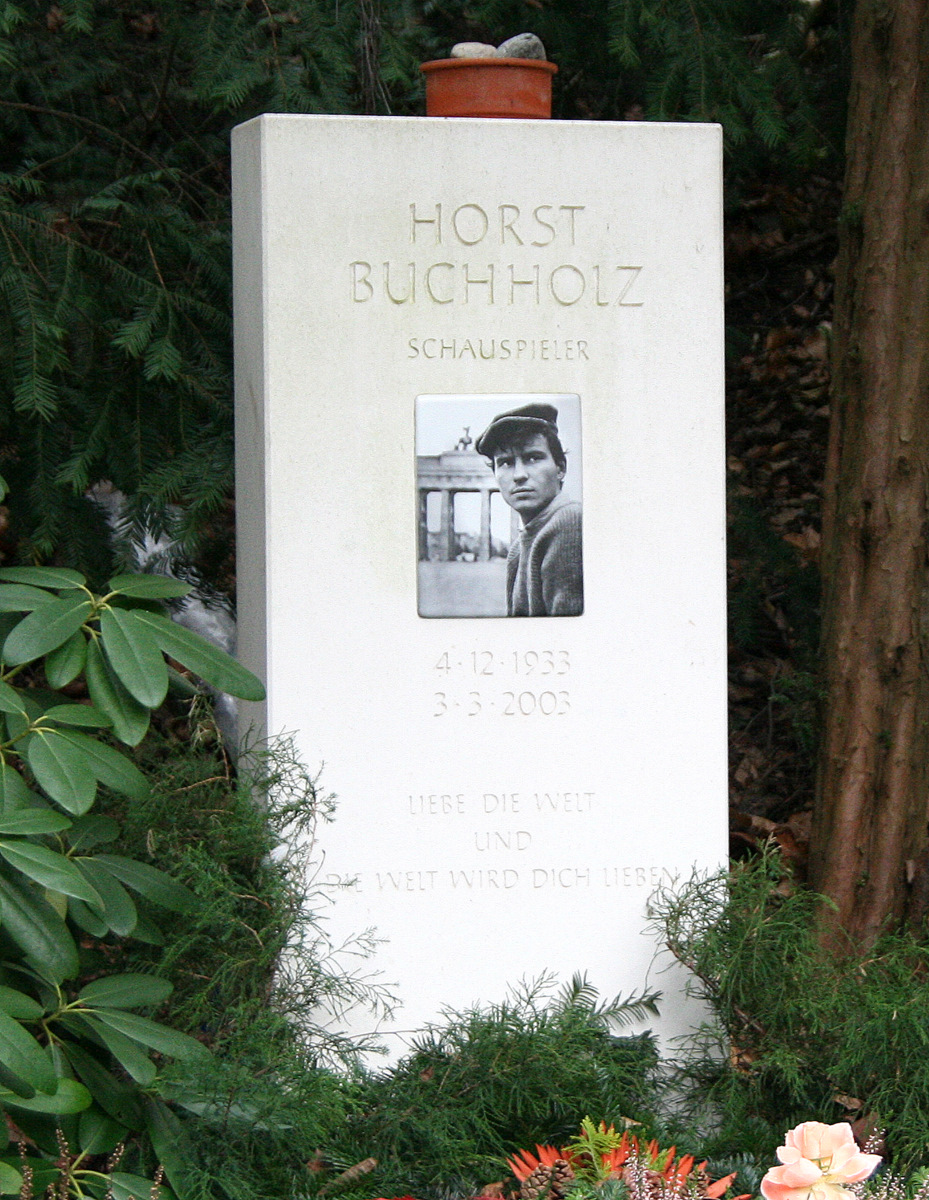
قبر بوتشولز

هورست بوخهولتس (بالألمانية: Horst Buchholz) ، من مواليد 4 ديسمبر 1933 ، وتوفي بتاريخ 3 مارس 2003 ، وهو ممثل ألماني، شارك في عدة أفلام أمريكية، ومنها فيلم فروم هيل تو فيكتوري.

## وصلات خارجية
- هورست بوخهولتس على موقع IMDb (الإنجليزية)
- هورست بوخهولتس على موقع الموسوعة البريطانية (الإنجليزية)
- هورست بوخهولتس على موقع روتن توميتوز (الإنجليزية)
- هورست بوخهولتس على موقع مونزينجر (الألمانية)
- هورست بوخهولتس على موقع قاعدة بيانات الأفلام العربية
- هورست بوخهولتس على موقع ألو سيني (الفرنسية)
- هورست بوخهولتس على موقع أول موفي (الإنجليزية)
- هورست بوخهولتس على موقع قاعدة بيانات برودواي على الإنترنت (الإنجليزية)
- هورست بوخهولتس على موقع قاعدة بيانات الأفلام السويدية (السويدية)
- هورست بوخهولتس على موقع إن إن دي بي (الإنجليزية)
- هورست بوخهولتس على موقع فايند أغريف